# Gyinyijar Rinatovics Biljaletgyinov
Gyinyijar Rinatovics Biljaletgyinov (oroszul: Динияр Ринатович Билялетди́нов, tatárul: Динияр Ринат улы Билалетдинев, a nemzetközi sajtóban Diniyar Bilyaletdinov; Moszkva, 1985. február 27. –) orosz válogatott labdarúgó, az orosz Szpartak Moszkva bal oldali középpályása.
2009. augusztus 23-án 150. alkalommal lépett orosz élvonalbeli bajnoki mérkőzésen pályára a Lokomotyiv Moszkva játékosaként, két nappal később  ötéves  szerződést kötött az angol Evertonnal. Liverpoolban három idény töltött, majd hazatért a Szpartak Moszkvához.

## Pályafutása
Tatár származású édesapja is labdarúgó volt, aki a Lokomotyiv Moszkva után idegenlégiósként megfordult Csehszlovákiában is, majd visszavonulása után a fővárosi vasutas egyesület szakmai stábjának tagja lett. Az utánpótlásban pallérozódó ballábas Gyinyijarra hamar felfigyelt az első csapat edzője is. 2004-ben már a felnőttek között játszott, bemutatkozó mérkőzésén gólt szerzett. Az ifjú tehetség bombaként robbant a köztudatba, első idényében 25 mérkőzésen 5 gólt szerzett, csapatával pedig orosz bajnoki címig jutott.

### A válogatottban
2005-ben Jurij Szjomin szövetségi kapitánytól meghívót kapott az orosz labdarúgó-válogatottba. A szbornajában kezdőként 2005. augusztus 17-én debütált a Lettország elleni világbajnoki-selejtező mérkőzésen. A 2008-as labdarúgó-Európa-bajnokság selejtezőkörében 10 alkalommal lépett pályára.
Mivel a válogatott két leghíresebb középpályása, Jegor Tyitov és Dmitrij Loszkov is visszavonult a válogatottól, Gyinyijar mára az orosz labdarúgó-válogatott kulcsfontosságú játékosává vált.

## Statisztika
(2009. augusztus 23-i állapot szerint.)
| Szezon  | Egyesület          | Mérk. | Gól |
| ------- | ------------------ | ----- | --- |
| 2004    | Lokomotyiv Moszkva | 25    | 5   |
| 2005    | Lokomotyiv Moszkva | 29    | 8   |
| 2006    | Lokomotyiv Moszkva | 29    | 3   |
| 2007    | Lokomotyiv Moszkva | 28    | 3   |
| 2008    | Lokomotyiv Moszkva | 26    | 9   |
| 2009    | Lokomotyiv Moszkva | 13    | 3   |
| 2009-10 | Everton            | 23    | 6   |
| 2010-11 | Everton            | 26    | 2   |
| 2011-12 | Everton            | 10    | 0   |

## Sikerei, díjai
Lokomotyiv Moszkva
- Orosz bajnok

1 alkalommal (2004)
- Oroszkupa-győztes

1 alkalommal (2006)
- Orosz szuperkupa-győztes

1 alkalommal (2005)
Oroszország
- Európa-bajnoki bronzérmes

1 alkalommal (2008)

## Külső hivatkozások
- Adatlapja az Everton hivatalos oldalán (angolul)
- Adatlapja a Lokomotyiv Moszkva oldalán (oroszul)
- Adatlapja a Lokomotyiv szurkolói oldalán (oroszul)
- Statisztikái az orosz élvonal (Premjer-liga) oldalán (oroszul)
- Adatlapja azu orosz labdarúgó-válogatott oldalán (oroszul)